# San José (Virú)
San José es una localidad peruana ubicada en el distrito de Virú del Departamento de La Libertad. Se encuentra aproximadamente a unos 53 kilómetros al sur de la ciudad de Trujillo. La localidad está ubicada en el Valle Virú, productor principalmente agrícola.